# Antoine Joseph Santerre
Antoine Joseph Santerre (16 Marcha 1752 en París - 6 de febrero de 1809) era una persona de negocios y un general durante la Revolución francesa.

## Primeros años
Santerre proviene de una familia de Santo-Michel-en-Thiérache que se mudó a París en 1747,  dónde adquirieron una cervecería conocida como el Brasserie de la Magdeleine. Antoine Santerre, se casó su tercera prima Marie Claire Santerre, hija de un burgués adinerado, Jean François Santerre, originaria de Cambray en marzo de 1748. La pareja tuvo seis niños, siendo Antoine Joseph el tercero. Los otros eran Marguerite , nacida en 1750; Jean Baptiste, nacido en 1751; Armand Théodore, nacido en 1753; seguido por François y Claire. El padre del futuro general murió en 1770 y su madre meses más tarde. Su hermano mayor y su hermana, Marguerite y Jean Baptiste,  se hicieron cargo de la casa y del negocio familiar, ayudando a su madre a hacerse cargo de los más jóvenes. Ellos nunca se casaron. Armand Théodore incursionó en el negocio del azúcar, y poseyó una fábrica en Essonnes mientras que la resta de hermanos permanecieron al frente del negocio cervecero familiar. François, conocido como François Santerre de la Fontinelle, tuvo cervecerías en Sèvres, Chaville y París y Claire.
Antoine Joseph fue enviado a una de las escuelas de Grassins, donde estudió historia y física bajo la supervisión de M.M. Brisson y el abad Nollet. Su interés en las ciencias físicas fueron favorables para avanzar en la producción de cerveza.
En 1770 Antoine Joseph pudo emanciparse, y 2 años más tarde, con su herencia adquiere en conjunto con su hermano François la cervecería del Sr. Acloque en la calle Faubourg St Antoine, número 232 por 65,000 francos franceses. En aquel año mismo se casa con el amor de su niñez, la hija de un vecino, Monsieur Francois, otro hombre de negocios cerveceros adinerado. Antoine Joseph tenía 20 años y Marie François tenía dieciséis. Marie murió al año siguiente de una infección derivada de una caída durante su séptimo mes de embarazo.
Años más tarde, Antoine se casó con Marie Adèlaïde Deleinte con quien tuvo tres hijos, Augustin, Alexandre y Theodore.

## Vida militar

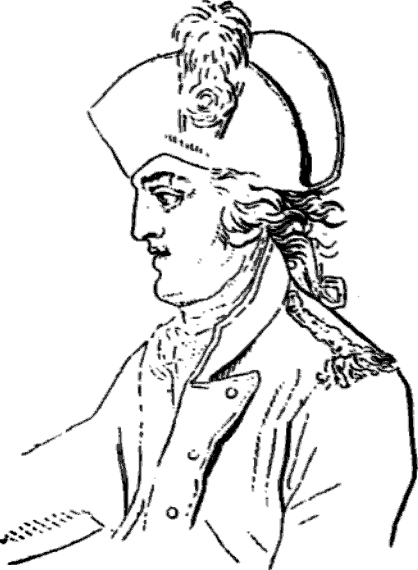

Su generosidad ganó popularidad en la calle Faubourg St. Antoine . Cuándo la Revolución francesa irrumpe en 1789, estuvo al mando de un batallón del Guardia Nacional parisiense y participó en la Toma de la Bastilla. Después de la Masacre del Campo de Marte el 17 de julio de 1791, se emitió una orden de arresto contra él y Santerre pasó a la clandestinidad.Regresó a combate al año siguiente para dirigir a los combatientes del barrio Faubourg St. Antoine, las unidades orientales, en el asalto al palacio de la Tullerías de París. Terminó refugiándose en la Asamblea Legislativa. Luis XVI fue oficialmente destronado como rey poco después.
Santerre Estuvo nombrado por la Convención Nacional para servir como carcelero del rey Luis XVI, al cual se le notificó su condena muerta. Al día siguiente, el 21 de enero, a las ocho en punto de la mañana, Santerre se ocupó de ir a recoger a Luis XVI y notificarle que había llegado el momento. Fue el encargado de escoltarlo, a través de ochenta mil hombres armados y miles de ciudadanos, en su recorrido hasta la guillotina. Existen diferentes versiones de su ejecución. Según algunos, durante el trayecto, Santerre, ordenó que redoblaran los tambores para acallar el discurso del rey, mientras que otras versiones cuentan que realmente fue el General J.F. Berruyer - el hombre a la cabeza de la ejecución – quién ordenó el redoble de tambores, y que Santerre sólo transmitió la orden. La familia de Santerre mantiene, sin embargo, que en realidad silenciada los tambores para que Louis pudiera hablar a la gente.
Santerre fue ascendido a General de división de la Guardia Nacional parisina en julio de 1793. Cuando las revueltas estallaron en el departamento de Vandea, Santerre tomó el mando de una fuerza enviada para poner fin a las rebeliones No fue tan exitoso como comandante militar en el campo de batalla; fue derrotado por las fuerzas vandeanas en Saumur. Después de la batalla, las versiones estimaron que Santerre había sido asesinado; incluso el monarquismo francés compuso un epitafio humorístico sobre su muerte. Santerre no fue reconocido entre los sans-culottes  que tuvo a cargo. La versión de los soldados informaron que, Santerre, se había ido a vivir a Asia y que la derrota fue consecuencia de su traición o su incompetencia. Alguno reclamaron que fuera relevado de su cargo o incluso enviado a la guillotina. Por otro lado, Santerre no estuvo a cargo, como alto mando, de la guerra, por lo que no es considerado responsable a día de hoy.